# Bồ câu nữ tu

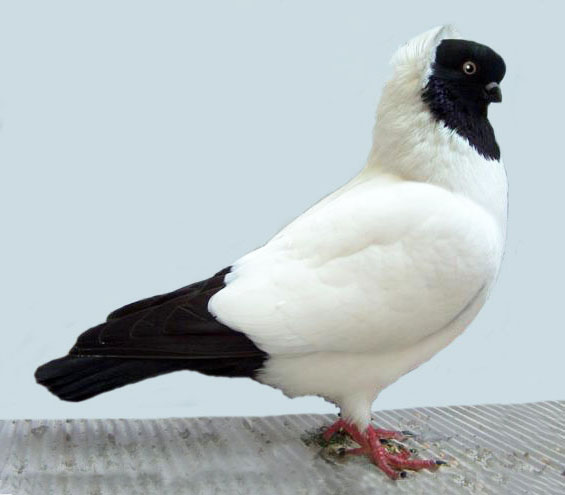
Một con bồ câu nữ tu

Bồ câu nữ tu cũng được biết đến như là bồ câu sò Hà Lan (Dutch Shell Pigeon) là một giống bồ câu cảnh được phát triển qua nhiều năm chọn lọc nhân tạo và được biết đến ở lục địa châu Âu cùng với các giống khác của chim bồ câu nhà, chúng là hậu duệ của loài ghầm ghì đá (Columba livia). Những con bồ câu nữ tu là một trong những giống lâu đời nhất. Chúng là giống bồ cầu chủ yếu là màu trắng, với một cái mặt đen và cái đầu của chúng giống như một nữ tu, đó là lý do cho tên gọi của chúng.

## Đặc điểm
Những con bồ câu nữ tu được đặc trưng bởi cái tên với cấu trúc lông trên thân bằng những chiếc lông lớn lêntạo thành một loại mui bao gồm phía sau cổ và đầu. Chúng trước đây gọi là Nữ tu hay Dutch Shell Pigeon trong những năm đầu của thế kỷ 20. Nó giống như con lật đật mà giống này của chim bồ câu có nguồn gốc mặc dù như với tất cả các con chim bồ câu nhà chúng có nguồn gốc từ chim bồ câu đá (Columba Livia). Chúng có cơ quan chủ yếu là màu trắng và được thiết kế theo màu sắc của cái đầu của chúng, tức là một màu đen đầu như nữ tu, hoặc đầu có màu vàng.
Chỉ có đầu, đuôi và lông vũ nên quá màu. Chúng là một giống trong một nhóm của chim bồ câu người bay ở độ cao lớn, cùng với các loại lẫy và giống chim ác là. Kích thước lý tưởng cho các con chim trống nên là 9 inch (23 cm) từ đỉnh đầu của con chim đến đôi chân, và 10 inch (25 cm) từ phía trước ngực đến đuôi, chim mái và chim non nên có cùng kích cỡ, mỏ cần được thẳng nhưng mập mạp, và đôi mắt là một viên ngọc trai màu trắng. Nhà bác học Charles Darwin gọi là tên chúng trong Các Biến thể của động vật do thuần hóa. 